# 克拉斯诺亚尔斯基农村居民点 (切尔内什科夫斯基区)
克拉斯诺亚尔斯基农村居民点（俄语：Красноярское сельское поселение）是俄罗斯联邦伏尔加格勒州切尔内什科夫斯基区所属的一个农村居民点。其下辖有5个居民点，行政中心为克拉斯诺亚尔斯基。据2016年统计，该农村居民点的人口为1156人。